# Memorial Stadium (Lincoln)
Pour les articles homonymes, voir Memorial Stadium.
Le Memorial Stadium de Lincoln est un stade de football américain, qui appartient à l'Université du Nebraska–Lincoln. Il est situé juste au nord du downtown de Lincoln. Ses locataires sont les Nebraska Cornhuskers. Sa capacité est de 85 458 places.

## Histoire
Le stade fut inauguré le 20 octobre 1923 sous le nom de Memorial Stadium, en hommage aux 751 "Nebraskans" morts pendant la Première Guerre mondiale. Il a coûté $430 000 USD, puis a subi de nombreuses phases de travaux. En 2006, 6000 sièges ont été ajoutés au stade, puis à nouveau 8000 en 2013, la capacité est donc passée de 73 918 à plus de 90 000 places. En 2017, des travaux réduisent la capacité à 85 458 places.

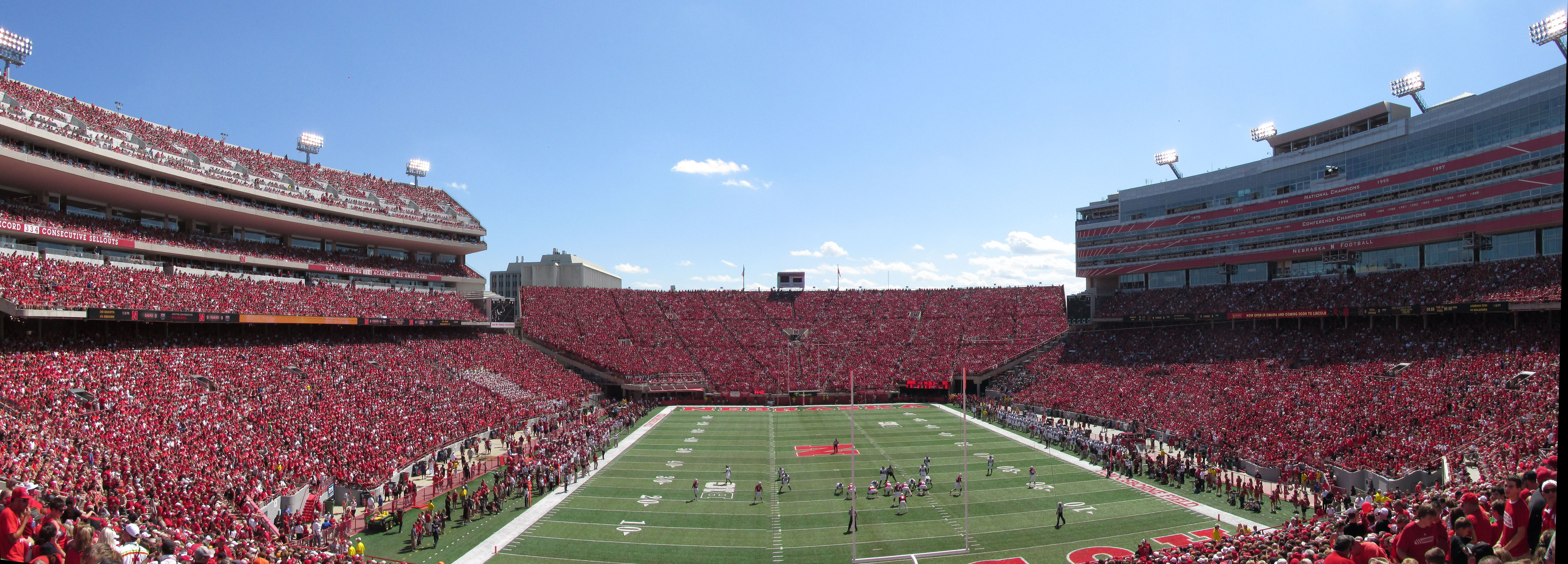
Le Memorial Stadium le 30 août 2014, lors de la large victoire des Huskers sur Florida Atlantic : 55-7

## Galerie

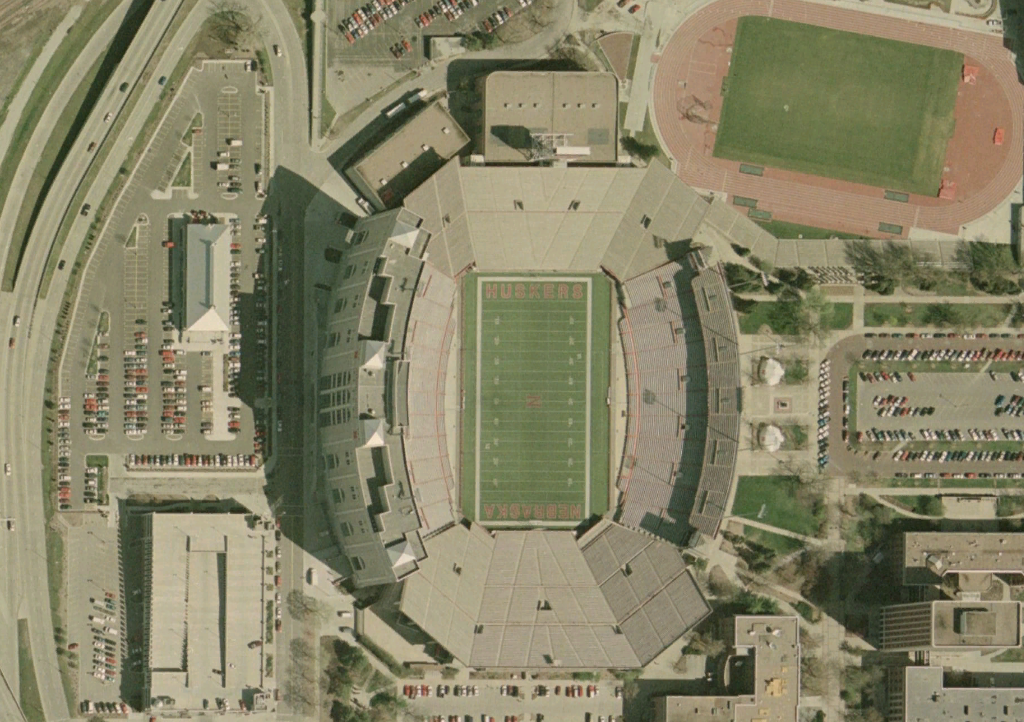
Photo satellite du Memorial Stadium de Lincoln